# Ypsilon Octantis
Ypsilon Octantis är en orange jätte i Oktantens stjärnbild.
Stjärnan har visuell magnitud +5,75 och är svagt synlig för blotta ögat vid god seeing. Den befinner sig på ett avstånd av ungefär 325 ljusår.